# Lucanas (provincie)
| Lucanas                                                  | Lucanas                        |
| -------------------------------------------------------- | ------------------------------ |
| Harta localizării provinciei în cadrul regiunii Ayacucho |                                |
| Informații generale                                      |                                |
| Nume nativ                                               | Provincia de Lucanas           |
| Țară                                                     | Peru                           |
| Regiune                                                  | Ayacucho                       |
| Primar                                                   | Wilber Velarde (2011-2014)     |
| - Capitală                                               | Puquio                         |
| - Suprafață totală                                       | 14 494,64 km2                  |
| - Districte                                              | 21                             |
| Populație                                                |                                |
| An recensământ                                           | 2007                           |
| - Totală                                                 | 65 414                         |
| - Densitate                                              | 4,51/km2                       |
| Fus orar                                                 | UTC-5                          |
| Sit web                                                  | http://www.munilucanas.gob.pe/ |
| UBIGEO                                                   | 0506                           |
| Modifică text                                            |                                |

Lucanas este una dintre cele unsprezece provincii din regiunea Ayacucho din Peru. Capitala este orașul Puquio. Se învecinează cu provinciile Huanca Sancos, Víctor Fajardo, Sucre și Parinacochas și cu regiunile Apurímac și Ica.

## Diviziune teritorială
Provincia este divizată în 21 districte (spaniolă: distritos, singular: distrito):
- Aucara (Aucara)
- Cabana (Cabana)
- Carmen Salcedo (Carmen Salcedo)
- Chaviña (Chaviña)
- Chipao (Chipao)
- Huac-Huas (Huac-Huas)
- Laramate (Laramate)
- Leoncio Prado (Leoncio Prado)
- Llauta (Llauta)
- Lucanas (Lucanas)
- Ocaña (Ocaña)
- Otoca (Otoca)
- Puquio (Puquio)
- Saisa (Saisa)
- San Cristóbal (San Cristóbal)
- San Juan (San Juan)
- San Pedro (San Pedro)
- San Pedro de Palco (San Pedro de Palco)
- Sancos (Sancos)
- Santa Ana de Huaycahuacho (Santa Ana de Huaycahuacho)
- Santa Lucía (Santa Lucía)

## Grupuri etnice
Provincia este locuită de către urmași ai populațiilor quechua și aymara. Limba spaniolă este limba care a fost învățată de către majoritatea populației (procent de 57,15%) în copilărie, 42,37% dintre locuitori au vorbit pentru prima dată quechua, iar 0,25% au folosit limba aymara. (Recensământul peruan din 2007)